# ORP Warszawa (1920)
ORP Warszawa – monitor rzeczny Marynarki Wojennej II RP.

## Budowa i historia
Monitor zbudowany został w 1920 roku w Stoczni Gdańskiej, wraz z trzema bliźniaczymi jednostkami typu B (tzw. monitory „gdańskie”): OORP „Pińsk”, „Toruń” (eks-„Mozyrz”) i „Horodyszcze”. 30 kwietnia 1920 roku Minister Spraw Wojskowych nadał mu nazwę „Warszawa”. 13 sierpnia 1920 roku wszedł do służby w I Dywizjonie Flotylli Wiślanej. W kwietniu 1922 roku wraz z ORP „Mozyrz” przydzielony został do Flotylli Pińskiej. W następnym roku wszedł w skład I Dywizjonu Bojowego tej flotylli. W latach 1925–1928 wszystkie monitory zostały przezbrojone w dwa działa kalibru 75 mm i haubicę kal. 100 mm. Kolejna modernizacja w roku 1930 polegała na zdjęciu lewoburtowej wieżyczki ckm oraz na przystosowaniu pozostałych wieżyczek do obrony przeciwlotniczej. W latach 1935–1937 na monitorze zastosowano dodatkowe zestawy pływaków zmniejszające dotychczasowe zanurzenie do 0,6 m. Od 1934 roku przystąpiono do głębokiej modernizacji monitorów. Prawdopodobnie ORP „Warszawa”, jak i ORP „Horodyszcze” przed wrześniem 1939 roku nie zostały w pełni zmodernizowane. Modernizacja polegała tylko na wymianie silników na jednostki o mocy 100 KM.
W 1939 okręt przydzielono do Oddziału Wydzielonego „Prypeć”. Z powodu niskiego stanu wód nie osiągnął on jednak wyznaczonego mu rejonu Mostów Wolańskich. 18 września 1939 roku zatopiony został przez własną załogę w rejonie ujścia rzeki Cna, na wschód od Mostów Wolańskich.
11 października 1939 roku został wydobyty przez Rosjan i po remoncie w Kijowie wcielony do służby pod nazwą „Witebsk”, formalnie wciągnięty na listę Flotylli Dnieprzańskiej już 24 października 1939 roku. Został przezbrojony w trzy działa kal. 76,2 mm i cztery karabiny maszynowe kal. 7,62 mm. Od 17 lipca 1940 roku wchodził w skład radzieckiej Flotylli Pińskiej. Po ataku Niemiec na ZSRR walczył od lipca 1941 roku pod Bobrujskiem na Berezynie, na Desnie oraz na Dnieprze (pod Domantowem, Suchołuczem i w obronie Kijowa). Wobec niemożności ewakuacji, 18 września 1941 roku został samozatopiony przez załogę w rejonie Chotników pod Kijowem (według niektórych polskich źródeł, zatopiony przez Luftwaffe).
W sierpniu 1944 roku został podniesiony przez Rosjan, po czym złomowany w Kijowie.
Po II wojnie światowej w Polskiej Marynarce Wojennej służbę pełniły dwa okręty noszące nazwę „Warszawa”. Były to niszczyciel projektu 56AE i niszczyciel projektu 61MP.
Dowódcy:
- por. mar. Jan Giedrojć (23 września 1920)[6]
- por. mar. Jan May
- (lipiec 1941) st. lejtnant A.I. Warganow[7]

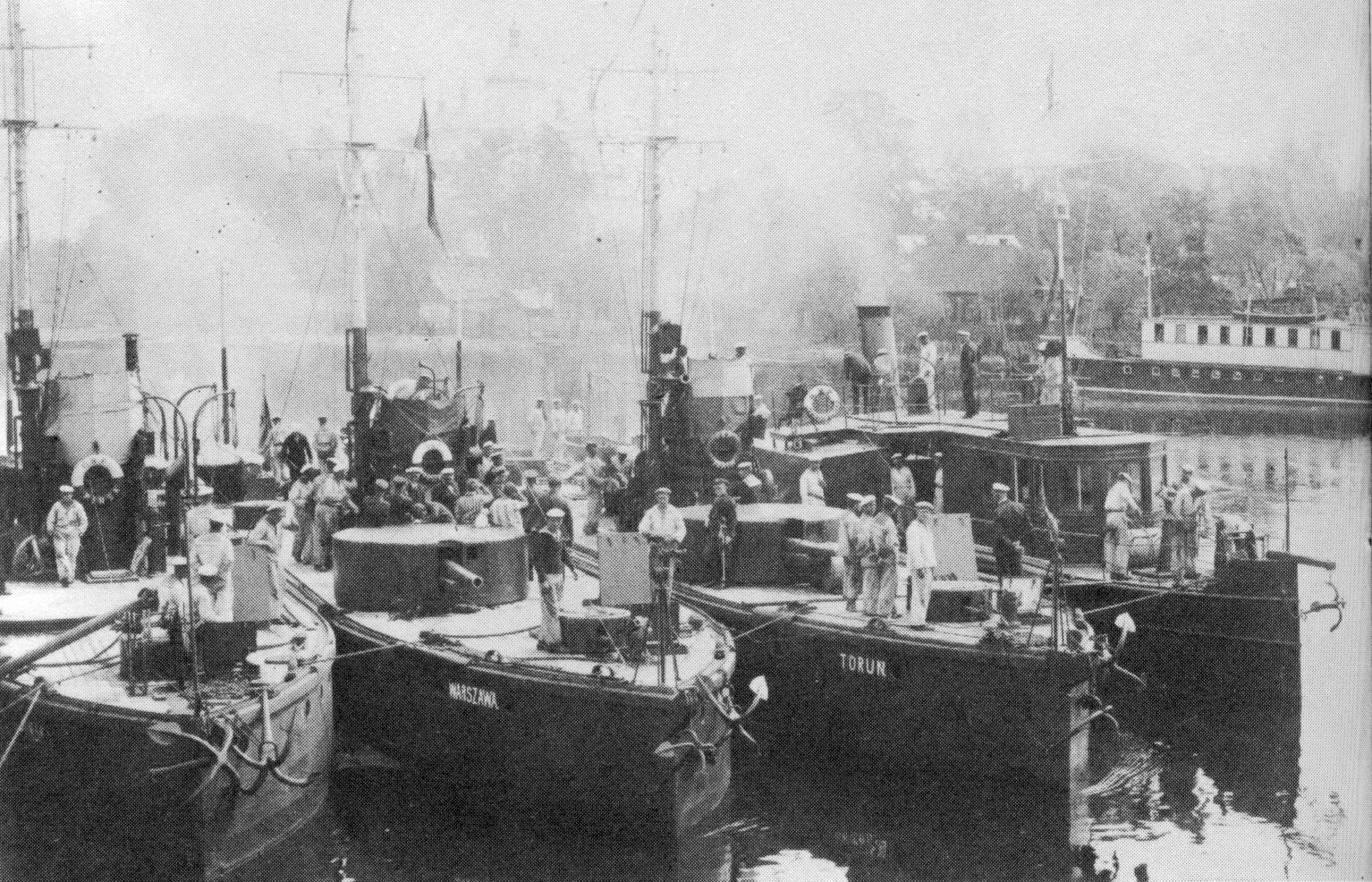
„Toruń” i „Warszawa” w Pińsku

## Dane taktyczno-techniczne
Uzbrojenie:
- początkowe:
  - 2 armaty kalibru 105 mm (2 x I)
  - 5 karabinów maszynowych kal. 7,92 mm
- od 1930:
- 1 haubica kal. 100 mm,
  - 2 armaty kal. 75 mm
  - 4 km kal. 7,92 mm
- jako „Witebsk”:[4][5]
  - 3 armaty kal. 76,2 mm USW wz. 36 (1 x II, 1 x I)
  - 4 km kal. 7,62 mm

Opancerzenie
- na burtach – 5 mm
- pokład – 6 mm
- wieże działowe – 10 mm
- podstawy km – 8 mm
- stanowisko dowodzenia – 8 mm